# Anthédon (Béotie)
Pour les articles homonymes, voir Anthédon.
Anthédon (en grec ancien Ἀνθηδών) est une ville de Béotie.

## Histoire
Les habitants d’Anthédon voient leur fondateur en Glaucos ; une autre légende dit qu’il y est né et en est un habitant. Selon le poète Lycophron de Chalcis en Eubée, les Anthédoniens descendent de Thrace, au contraire des autres Béotiens. D’après Pausanias, Glaucos de Carystos y est né.

## Sources antiques
- Strabon, Géographie [détail des éditions] [lire en ligne], XIII, 1, 61.